# Академія красних мистецтв (Загреб)
Загребська академія красних мистецтв (хорв. Akademija likovnih umjetnosti u Zagrebu; абревіатура — ALU) — художня академія у столиці Хорватії місті Загребі, головний виш цієї спеціалізації у країні. Входить до структури Загребського університету.

## З історії вишу
Академія була заснована в червні 1907 року як Королівська вища школа мистецтв і ремесел (хорв. Kraljevsko zemaljsko više obrazovalište za umjetnost i umjetni obrt) і спершу мала три відділення — скульптури, живопису та мистецької освіти (педагогічне). Першими професорами Академії були Роберт Франгеш-Миханович (Robert Frangeš-Mihanović), Рудольф Вальдец (Rudolf Valdec), Роберт Ауер (Robert Auer), Отон Івекович (Oton Iveković), Бела Чікош Сесія (Bela Čikoš Sesija), Менці Клемент Црнчич (Menci Klement Crnčić) і Бранко Шеноа (Branko Šenoa). Як і тоді, тепер Академія базується на колишньому місці — по вулиці Ілиця, 85 у Загребі.
З 1926 року у складі Академії нетривалий час діяв архітектурний факультет, який очолював Драго Іблер. Відділення графіки було створене в 1956 році, відділення реставраційних робіт — у 1997 році, нарешті відділення анімації та нових медій створили в Академії в 1998 році. Таким чином, нині Загребська академія красних мистецтв має 6 відділень, у її стінах навчаються близько 350 студентів.
Серед відомих студентів — Марина Абрамович, Отон Гліха, Фаділ Хаджич, Альфред Фредді Крупа, Едо Муртич, Димитріє Попович, Ваня Радауш, Желко Сенечич та Горан Трбуляк, серед багатьох інших.

## Структура
Станом на 2010 рік у структурі Загребської академії красних мистецтв 6 відділень:
- жиповису;
- графіки;
- скульптури;
- артосвіти (педагогічне);
- реставраційно-консерваційних робіт;
- анімації та нових медій.